# Georges Gardet

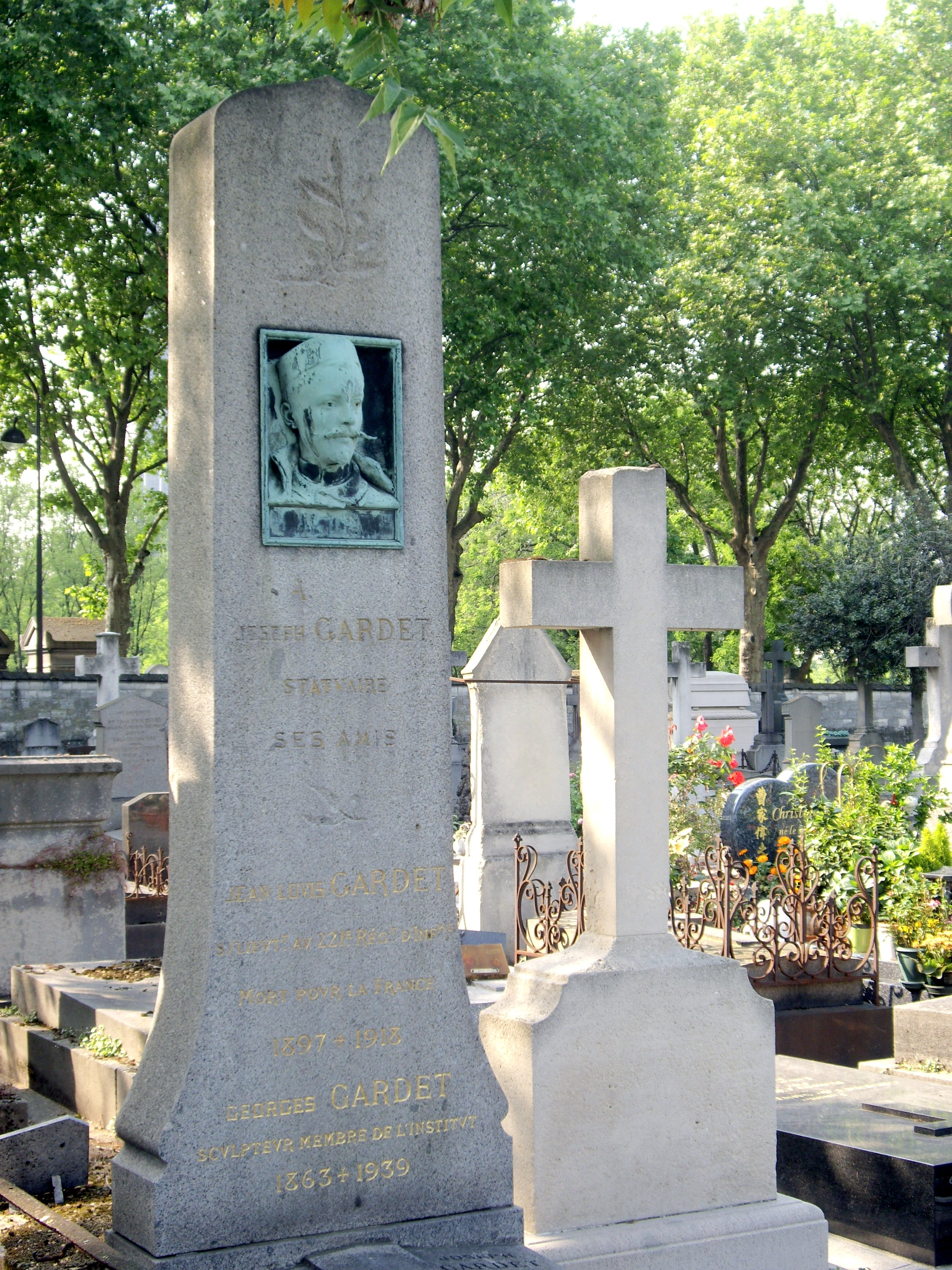
Grab von Joseph und Georges Gardet im Cimetière Montparnasse.

Georges Gardet (* 11. Oktober 1863 in Paris; † 6. Februar 1939 ebenda) war ein französischer Bildhauer. In eine Familie von Bildhauern geboren (sein Vater und sein Bruder waren ebenfalls Bildhauer), studierte Gardet an der École nationale supérieure des beaux-arts de Paris, wo er Schüler von Aimé Millet und Emmanuel Frémiet wurde. Er zeigte bald besonderes Talent bei der Herstellung von Tierskulpturen, auf die er sich sein ganzes weiteres Leben spezialisierte. Bereits im Alter von 20 Jahren stellte Gardet Werke am Salon de Paris aus. Im Jahre 1891 feierte er mit dem Werk Wüstendrama seinen ersten Erfolg. Er erhielt zahlreiche Aufträge von begüterten Kunden, die ihre Haustiere verewigen lassen oder die ihren Garten oder Wohnsitz verschönern wollten. Er stellte zahlreiche Objekte aus Gips her, die häufig in Bronze gegossen wurden, des Weiteren Statuen in Porzellan, Marmor und mit besonderer Vorliebe in gefleckten oder gefärbten Steinsorten. Im Jahre 1900 beteiligte er sich an der Pariser Weltausstellung mit monumentalen Löwen- und Tigerpaaren, die sich heute im Park von Schloss Vaux-le-Vicomte befinden. Im selben Jahr wurde er auch zum Offizier der Ehrenlegion ernannt. Er war Mitglied der Académie des Beaux-Arts und der Société des Artistes Français; bis heute gilt Gardet als einer der größten Künstler der französischen Schule der Tierskulpturen.

## Werke
- Panther und Python (Parc Montsouris, Paris, 1887)
- Dogge (Musée Condé, Chantilly, 1891)
- Wüstendrama (Drame au désert, Bronze, Parc Montsouris, Paris, 1891)
- Bison und Jaguar (Musée de Laval, 1892)
- Geier (Bronze, Jardin des Plantes, Paris, 1896)
- Löwe mit Kind (Stein, Pont Alexandre III, Paris, 1900)
- Gruppe von Hirschen (Parc de Sceaux, 1900)
- Panther, der ein Schaf verschlingt (Musée d’Orsay, 1907)
- Elefant, der von einem Tiger angegriffen wird (Bronze, Parc Maurice Thorez, Ivry-sur-Seine, ausgestellt am Salon 1910)
- Zwei Bisons (Bronze, Manitoba Legislative Building, Winnipeg)

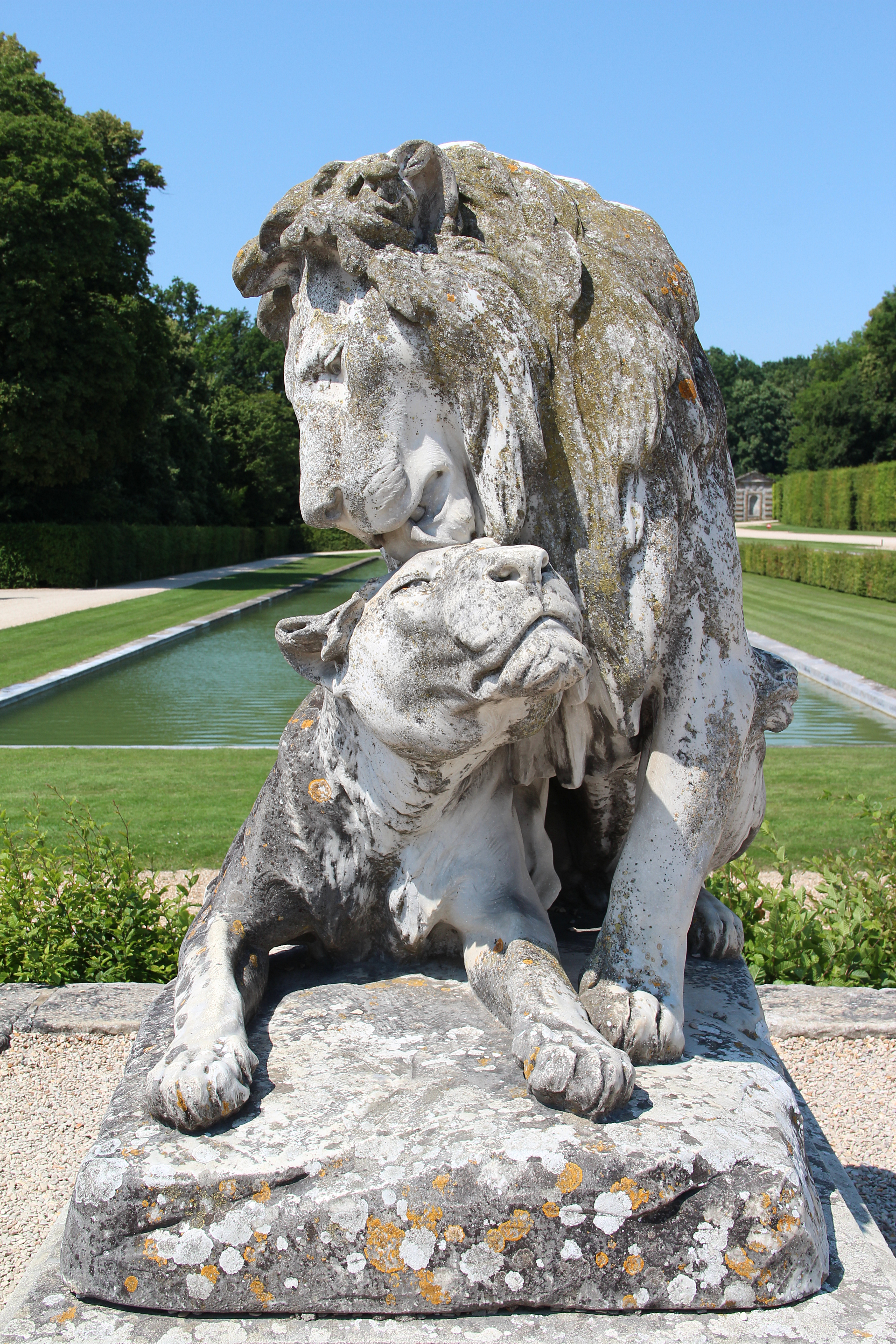
"Le Lion e la Lionne" Vaux-le-Vicomte, Maincy (Frankreich)
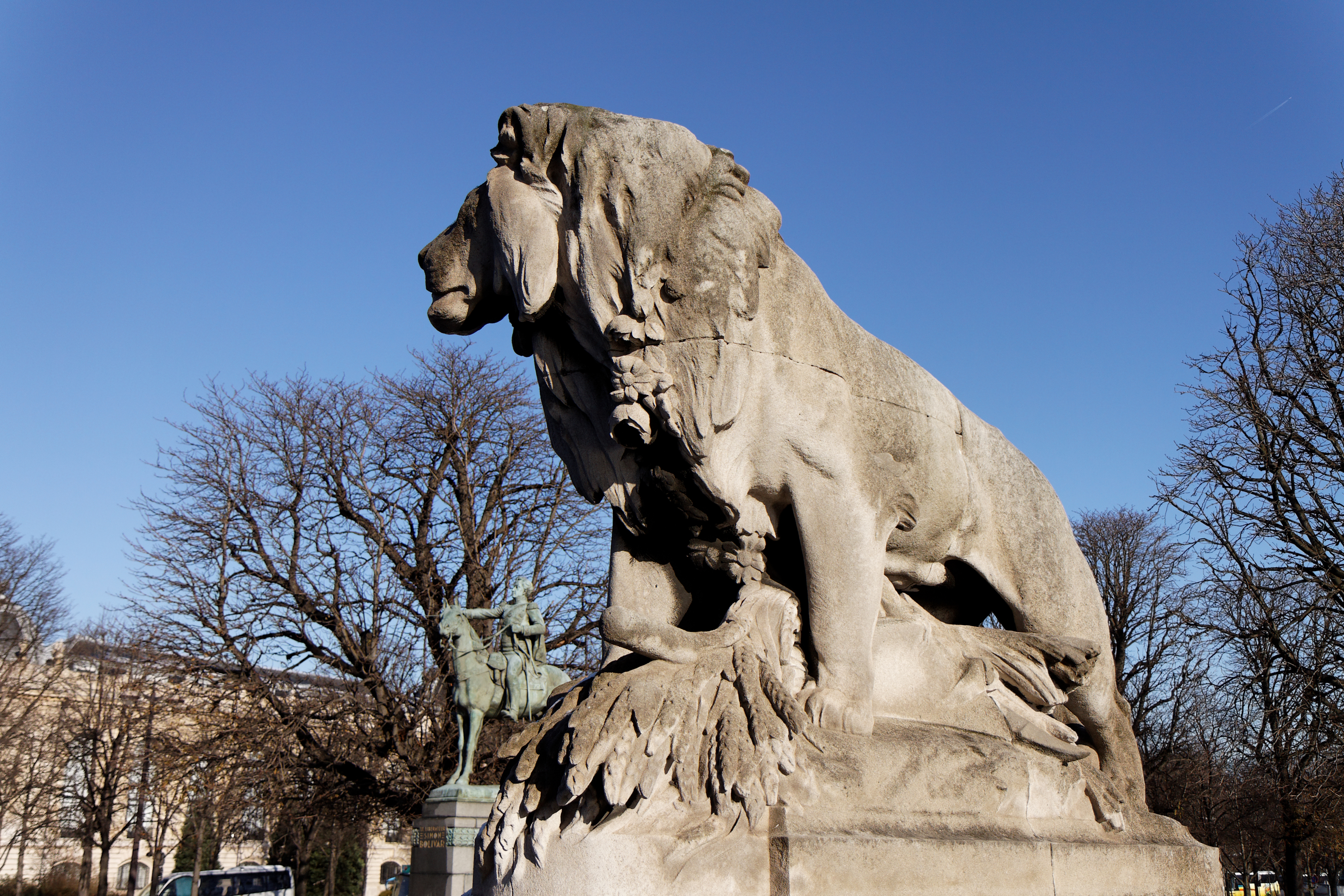
Löwe, Pont Alexandre III, Paris
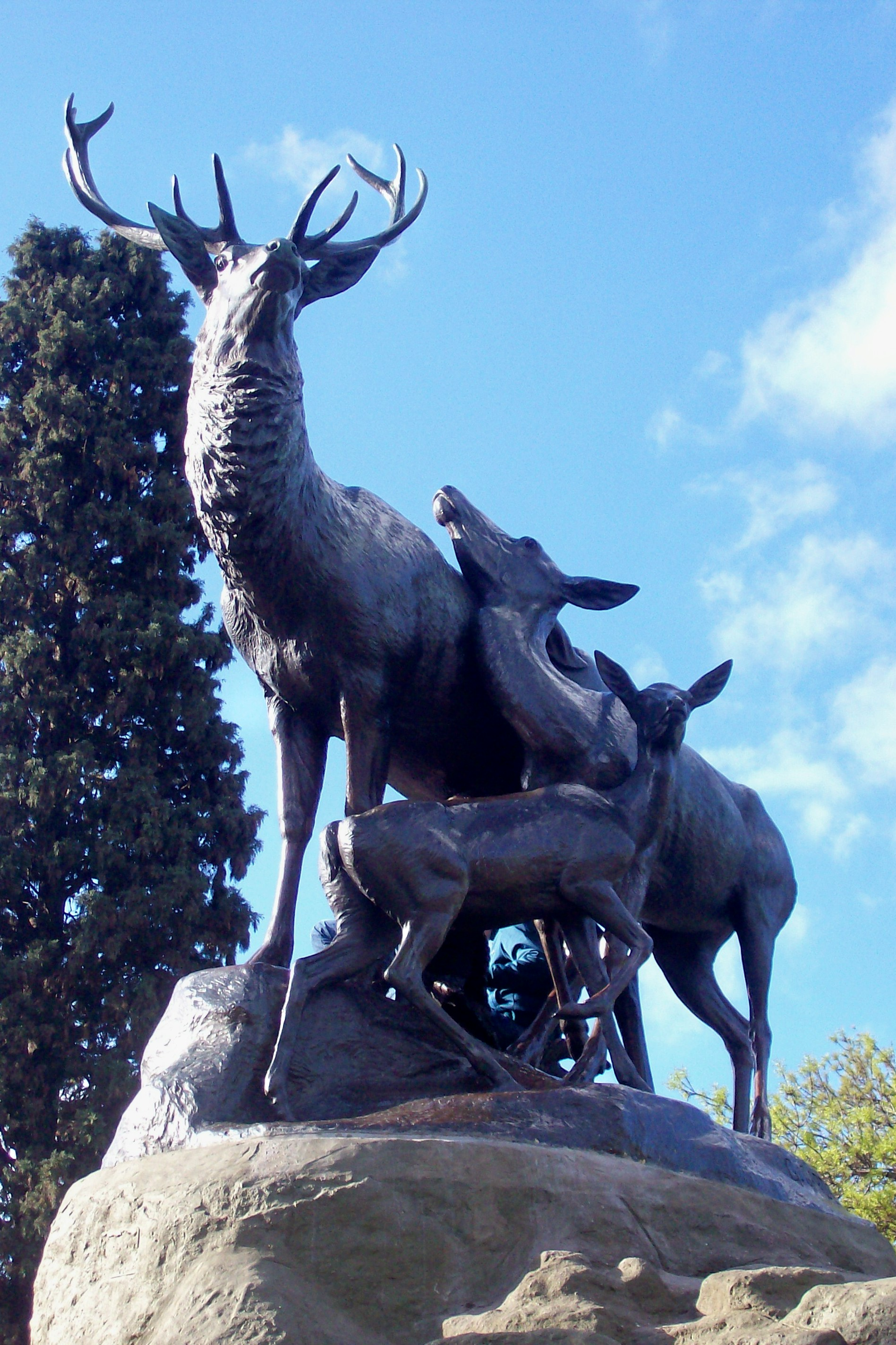
Hirschfamilie, Palermo, Buenos Aires
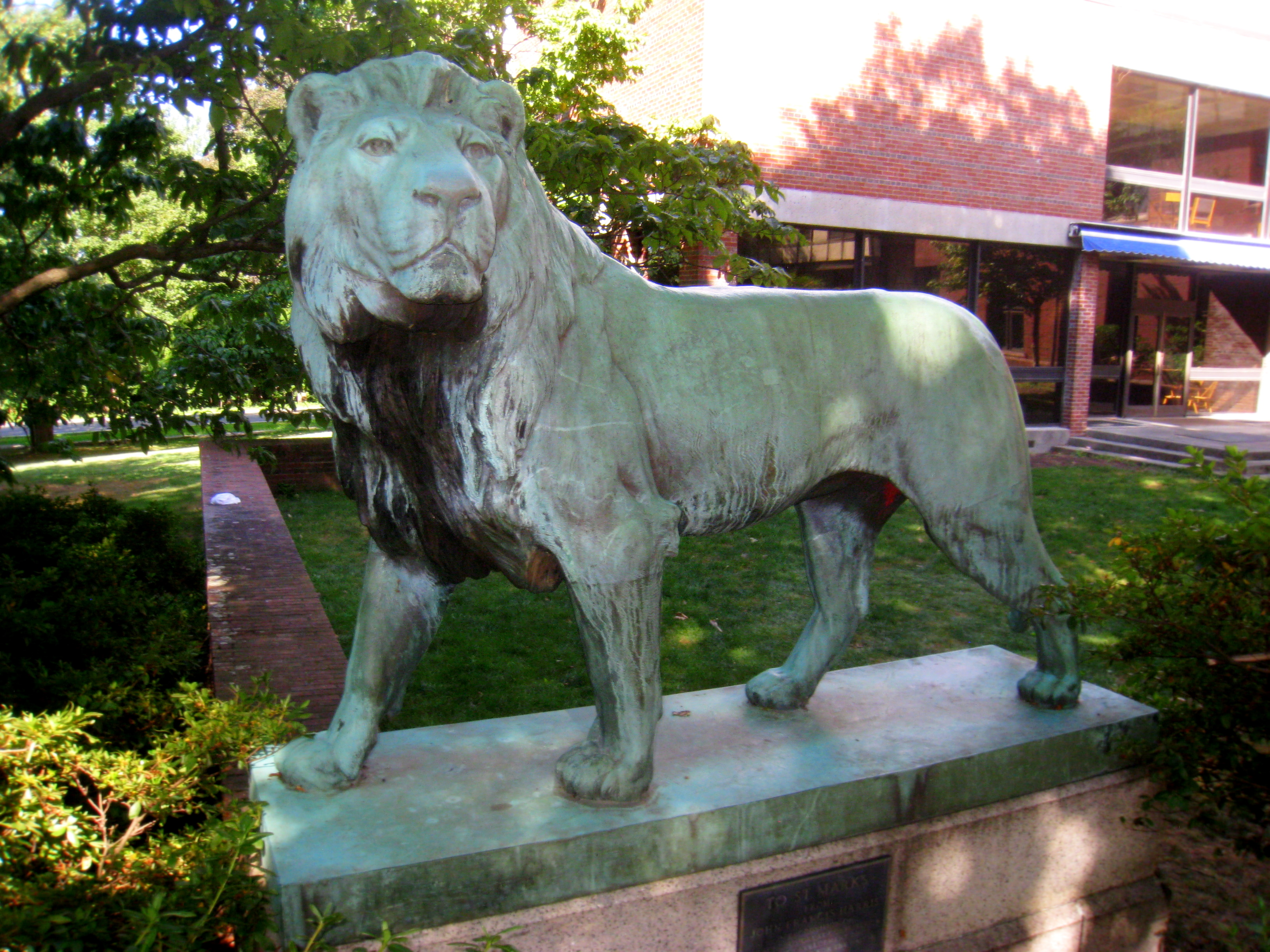
Löwe, St. Mark's School, Southborough, Massachusetts